# Кяріня
Кяріня (ест. Kärinä, до 1997 року - Кяріна) — село в Естонії, входить до складу волості Міссо, повіту Вирумаа.